# この世に羨むものはない
「この世に羨むものはない」（このよにうらやむものはない、朝鮮語: 세상에 부럼없어라）は、朝鮮民主主義人民共和国（北朝鮮）の楽曲である。集団作詞であり、作曲は金赫。1961年に発表された。

## 概要
「われら幸せうたう」との日本語対訳もある。北朝鮮でも広く知られた童謡調の歌であり、「北朝鮮の子供は、最高指導者及び朝鮮労働党の庇護の下世界で最も幸せな生活を送ることができる」といった内容の詞作である。制作当時は歌詞中に金日成を父として称えるフレーズがあったが、時代の変遷と共に金正日、金正恩へと変更・継承されている。
2016年2月13日、長距離ミサイル『光明星4』の発射を記念する宴会で、北朝鮮のガールズ・グループ “牡丹峰楽団” が本作を披露した。その際、金正恩第1書記が曲に合わせて体を少し揺らしたり、口ずさんでいる様子がみられたと報じられている。
2016年5月に開催された朝鮮労働党第7次大会で本作「この世に羨むものはない」に金日成賞と金正日賞が授与された。また、2017年の新年のあいさつで金正恩は「全人民が『この世に羨むものはない』と唄っていた時代が、過ぎ去った歴史の中の瞬間ではなく、こんにちの現実になるようにするため、献身奮闘するだろう。人民のまことの忠僕、忠実なる僕になることを厳粛に盟約する」と語り、自分が政権を取った今より、金日成時代の方がよかったと認めた。